# Meine Cousine Rachel (1952)
Meine Cousine Rachel ist ein US-amerikanisches Melodram von Henry Koster aus dem Jahr 1952.

## Handlung
Als Philip Ashleys Eltern sterben, wächst der Junge als Waise bei seinem Cousin Ambrose auf, der ihm wie ein Vater ist. Schon betagt zieht Ambrose eines Spätherbsts aus gesundheitlichen Gründen von seinem Anwesen an der Küste Cornwalls ins wärmere Florenz, wo er bei Verwandten die Wintermonate verbringen will. Er kehrt jedoch nie zurück. In Florenz verliebt er sich in die entfernte Cousine Rachel und heiratet sie. Philip erfährt von der Heirat per Post. Eines Tages erhält er einen Brief von Ambrose, den dieser in zitternder Handschrift verfasst hat. Er schreibt, dass er krank und sicher sei, dass seine Frau ihm nach dem Leben trachte. Nachbar Nick gibt zu bedenken, dass Ambroses Vater einst an einem Hirntumor erkrankte und auch dieser Brief den Eindruck mache, dass Ambrose nicht mehr bei Verstand sei. Philip glaubt ihm nicht und reist umgehend nach Florenz ab. Auf seiner Hinfahrt erhält er einen weiteren, noch drängenderen Brief von Ambrose. Als er nach langer Überfahrt in Florenz ankommt, ist Ambrose bereits drei Wochen tot. Er erfährt, dass Rachel am Vortag abgereist ist. Die Besitztümer ihres Mannes hat sie zusammensuchen lassen. Philip begibt sich zu Rechtsanwalt Guido Rainaldi, der das Erbe verwaltet und Rachels Vertrauter ist. Er erfährt von ihm, dass Ambrose an einem Hirntumor verstorben ist. Die Todesursache wurde von zwei Ärzten bestätigt. Zudem offenbart der Anwalt ihm, dass Ambrose seiner Frau testamentarisch nichts hinterlassen habe. Das Anwesen in England und sämtliche sonstigen Besitztümer sollen in Philips Besitz übergehen, wenn er 25 ist. Bis dahin ist Nick der Verwalter.
Das Testament mehrt Philips Zweifel an Rachel, hätte Ambrose seiner Frau doch etwas hinterlassen, wenn er sie geliebt und ihr vertraut hätte. Er vermutet, dass Ambrose von Rachel ermordet wurde, und schwört an Ambroses Grab, ihn zu rächen. Einige Zeit später kommt Rachel nach England, um Ambroses Besitztümer zurückzubringen. Philip will ihr zunächst aus dem Weg gehen, lädt sie jedoch auf Nicks Einwand hin auf sein Anwesen ein, das schließlich einst ihrem Mann gehörte. Er empfängt sie jedoch nicht, als sie erscheint, sondern ist zu dieser Zeit demonstrativ außer Haus. Sie gibt ihm keinen Anlass zur Klage, verhält sich zurückhaltend und taktvoll und überrascht ihn schließlich mit ihrer Jugend und Schönheit. Nach kurzer Zeit wird deutlich, dass Ambrose seiner Frau vertraut und vieles anvertraut hat, das Philip als persönliche Erinnerung wichtig ist. Er verfällt ihr immer mehr und stellt seine frühere schlechte Meinung über sie in Frage. Nach einem Dinner gesteht er ihr, dass er nicht ehrlich zu ihr war. Er zeigt ihr die beiden Briefe von Ambrose und meint, er habe sie ursprünglich nur hergeholt, um sie anzuklagen. Sie bricht angesichts des Briefinhalts zusammen und Philip zerreißt beide Briefe beschämt und verbrennt sie. Rachel vergibt ihm und Philip beginnt, Ambroses testamentarischen Willen aufzuweichen. Er lässt ihr eine jährliche Zuwendung von 5.000 Pfund anweisen. Zudem schenkt er ihr ein wertvolles Collier, das Teil des Familienschmucks ist. Sie trägt die Kette zu Weihnachten und Nick ist empört, da Philip erst 24 ist und damit noch nicht über das Erbe verfügen darf. Den anschließenden Streit zwischen Philip und Nick bekommt Rachel mit und händigt Nick das Collier aus. Sie tröstet Philip, dem die Situation peinlich ist, und beide kommen sich näher. Er deutet an, dass alle Frauen der Familie die Kette zu ihrer Hochzeit getragen hätten und er sie ihr deshalb schenken wollte.
Nach Weihnachten erscheint Guido Rainaldi in England und lässt sich auf Rachels Einladung hin auf dem Anwesen Philips nieder. Er berichtet Philip, dass es ursprünglich ein zweites Testament gegeben habe, in dem Ambrose seiner Frau das Anwesen und die Besitztümer vermachen wollte. Seine Krankheit sei jedoch zu weit fortgeschritten gewesen, als er das Testament unterzeichnen sollte. Am Ende wurde es vernichtet. Philip, der Rachel inzwischen vollkommen verfallen ist, überschreibt das Anwesen und sämtlichen Familienbesitz am Vortag seines 25. Geburtstages auf Rachel. Um Mitternacht steigt er in ihr Schlafzimmer ein und überhäuft sie mit dem Familienschmuck. Er zeigt ihr das Schriftstück, das sie zur Besitzerin des Anwesens macht, und gesteht ihr, dass er früher immer dachte, nur das Anwesen im Leben zu brauchen, jetzt aber sicher sei, dass es etwas anderes gäbe, das er nötiger habe. Sie fragt ihn, ob er sich dessen sicher sei, und beide küssen sich. Am nächsten Tag verkündet Philip vor Nick und dessen Tochter Louise seine Verlobung mit Rachel. Die ist wie vor den Kopf gestoßen und lehnt eine Verlobung ab. Auch in der Nacht habe sie nie in eine Heirat eingewilligt. In einem Wutanfall versucht Philip sie zu erwürgen, lässt jedoch rechtzeitig von ihr ab. Er erfährt wenig später von Louise, dass Rachel sich nach den genauen Klauseln in Philips aufgesetztem Vertrag zum Besitz des Gutes erkundigt hat. Er sagt aus, dass das Gut bei einer Wiederverheiratung von Rachel mit einem anderen Mann zurück an Philip geht. Von Nick wiederum weiß Philip, dass Rachel hohe Geldsummen nach Italien schickt. Louise gibt zu bedenken, dass dies für Rachel nicht mehr möglich wäre, wenn ihr gerade erhaltener Besitz bei einer Heirat mit einem anderen Mann an Philip zurückfallen würde. Philip glaubt, betrogen worden zu sein und vermutet, dass Guido Rainaldi Rachels heimlicher Liebhaber ist.
Überraschend erkrankt Philip an Meningitis und glaubt im Delirium, dass er Rachel heiratet. Diese pflegt ihn gesund und nach drei Wochen erwacht er aus dem Delirium. Bei einem ersten Genesungsspaziergang erfährt Philip, dass eine Holzbrücke, die auf dem Grundstück über eine steile Schlucht führt, morsch ist und einzustürzen droht. Da er weiß, dass Rachel hinter der Schlucht einen Garten anlegen will, verspricht er dem Arbeiter, ihr von dem Zustand der Brücke zu erzählen. Er erfährt von ihr jedoch als erstes, dass beide nicht verheiratet sind und dass sie nach Italien zurückreisen wird. In ihrem Umkleideraum sieht er einen Brief Rainaldis, den er später an sich nehmen will. Er findet jedoch nur einen Brief mit Goldregen-Samen, die ihm der Gärtner kurz zuvor noch als giftig beschrieben hat. Er glaubt nun, dass Rachel ihn langsam vergiften will, wie sie es auch mit Ambrose getan habe. Ihren Tee, den sie ihm seit längerem zubereitet hat, lehnt er nun ab. Als sie einen Spaziergang zu ihrem angelegten Garten unternimmt, eilen Philip und Louise in ihr Zimmer, wo Philip den Brief von Rainaldi und damit den Beweis für Rachels Schuld finden will. Tatsächlich finden sie den Brief, in dem Rainaldi sich mit der Rolle des Freundes zufriedengibt und Rachel anbietet, ihre große Liebe Philip nach Italien mitzunehmen, damit sie ihn dort gesund pflegen kann. Philip erkennt, dass er Rachel Unrecht getan hat. Er eilt ihr nach, da er weiß, dass sie auf dem Weg zum Garten die baufällige Brücke überqueren muss. Er kommt jedoch zu spät: Er findet sie unten in der Schlucht und sie stirbt in seinen Armen, nachdem sie ihn gefragt hat, warum er es getan habe („Why did you do it?“). Er bleibt zurück und weiß, dass ihn sein Leben lang die Frage quälen wird, ob Rachel nun schuldig oder unschuldig war.

## Produktion
Meine Cousine Rachel beruht auf Daphne du Mauriers Roman My Cousin Rachel, der 1951 erschien. Die Dreharbeiten fanden von Juli bis September 1952 unter anderem in Cornwall statt. Die Kostüme schufen Dorothy Jeakins und Charles Le Maire, die Filmbauten stammen von John DeCuir, Walter M. Scott und Lyle R. Wheeler. Der Film erlebte am 25. Dezember 1952 in New York City und Los Angeles seine Premiere und kam im Januar 1953 in die US-amerikanischen Kinos. Am 24. Juli 1953 lief der Film in der Bundesrepublik an und war am 18. März 1972 erstmals im ZDF zu sehen.
Der Film markierte Richard Burtons Hollywood-Debüt. Der junge Philip wird im Film von Nicholas Koster, dem Sohn von Regisseur Henry Koster, dargestellt.

## Kritik
Der film-dienst nannte Meine Cousine Rachel ein „effektvoll verfilmtes und zur Zeit der Erstaufführung enorm erfolgreiches Gesellschaftsdrama nach Daphne du Maurier“. Für Variety war der Film ein düsteres Melodram, das zur Tragödie tendiere. Richard Burton hinterlasse einen starken Eindruck und auch Olivia de Havilland überzeuge mit eindrucksvoller Schauspielkunst. Bosley Crowther von der New York Times lobte die „exzellente Verfilmung“, die von „Nunnally Johnson, Henry Koster und 20th Century Fox meisterhaft angelegt und umgesetzt“ worden sei.
Film plus Kritik urteilte: „Meine Cousine Rachel ist ein düsteres Melodram allererster Güte, dessen Story-Twists bemühte Versuche des modernen Hollywood-Kinos ziemlich schlecht aussehen lassen. Ein unglaublich atmosphärischer Film in wunderbaren Schwarz-Weiß-Schattierungen, mit hervorragenden Schauspielern, einem starken Drehbuch …“

## Auszeichnungen
Meine Cousine Rachel erhielt 1953 Oscarnominierungen in den Kategorien Bester Nebendarsteller (Richard Burton), Beste Kamera (Schwarzweißfilm) (Joseph LaShelle), Bestes Szenenbild (Schwarzweißfilm) (Lyle R. Wheeler, John DeCuir und Walter M. Scott) und Bestes Kostümdesign (Schwarzweißfilm) (Dorothy Jeakins und Charles Le Maire).
Richard Burton erhielt 1953 einen Golden Globe Award als Bester Nachwuchsdarsteller; Olivia de Havilland war für einen Golden Globe als Beste Hauptdarstellerin – Drama nominiert.

## Neuverfilmung
Unter der Regie von Roger Michell entstand 2017 mit Meine Cousine Rachel eine Neuinterpretation der literarischen Vorlage. In der Hauptrolle ist Rachel Weisz an der Seite von Sam Claflin zu sehen.

## DVD-Veröffentlichung
- Meine Cousine Rachel (My Cousin Rachel), Pidax Film Media Ltd. (Alive), 2016.